# The Essential Judas Priest
The Essential Judas Priest es un álbum recopilatorio de la banda británica de heavy metal Judas Priest, publicado en 2006 por Columbia Records. Se compone de dos discos que contienen en total treinta y cuatro canciones, que recorre la carrera de la banda desde Sad Wings of Destiny de 1976 a Angel of Retribution de 2005. Sin embargo, no aparece ninguna canción de los discos Jugulator de 1997 y Demolition de 2001, de la era de Tim "Ripper" Owens como vocalista.
Lo que destaca del doble disco, es que por primera vez se incluye los temas «Victim of Changes» y «The Ripper» en su versión de estudio, ya que Judas Priest no posee los derechos de las canciones de Sad Wings of Destiny para este tipo de publicaciones. Por otro lado, el 26 de agosto de 2008 se volvió a lanzar bajo el título de The Essential Judas Priest - 3.0 Limited Edition, que incluyó un tercer disco con otras siete canciones más.

## Lista de canciones

### Disco uno
| N.º | Título                                 | Escritor(es)                                | Duración |  |
| 1.  | «Judas Rising»                         | Rob Halford, K.K. Downing, Glenn Tipton     | 3:52     |  |
| 2.  | «Breaking the Law»                     | Halford, Downing, Tipton                    | 2:35     |  |
| 3.  | «Hell Bent for Leather»                | Tipton                                      | 2:40     |  |
| 4.  | «Diamonds & Rust» (cover de Joan Báez) | Joan Báez                                   | 3:26     |  |
| 5.  | «Victim of Changes»                    | Al Atkins, Halford, Downing, Tipton         | 7:47     |  |
| 6.  | «Love Bites»                           | Halford, Downing, Tipton                    | 4:47     |  |
| 7.  | «Heading Out to the Highway»           | Halford, Downing, Tipton                    | 3:45     |  |
| 8.  | «Ram It Down»                          | Halford, Downing, Tipton                    | 4:48     |  |
| 9.  | «Beyond the Realms of Death»           | Halford, Les Binks                          | 6:51     |  |
| 10. | «You've Got Another Thing Comin'»      | Halford, Downing, Tipton                    | 5:09     |  |
| 11. | «Jawbreaker»                           | Halford, Downing, Tipton                    | 3:25     |  |
| 12. | «A Touch of Evil»                      | Halford, Downing, Tipton, Chris Tsangarides | 5:54     |  |
| 13. | «Delivering the Goods»                 | Halford, Downing, Tipton                    | 4:16     |  |
| 14. | «United»                               | Halford, Downing, Tipton                    | 3:35     |  |
| 15. | «Turbo Lover»                          | Halford, Downing, Tipton                    | 6:06     |  |
| 16. | «Painkiller»                           | Halford, Downing, Tipton                    | 6:06     |  |
| 17. | «Metal Gods»                           | Halford, Downing, Tipton                    | 4:04     |  |

### Disco dos
| N.º | Título                                                                      | Escritor(es)             | Duración |  |
| 1.  | «The Hellion»                                                               | Halford, Downing, Tipton | 0:41     |  |
| 2.  | «Electric Eye»                                                              | Halford, Downing, Tipton | 3:39     |  |
| 3.  | «Living After Midnight»                                                     | Halford, Downing, Tipton | 3:30     |  |
| 4.  | «Freewheel Burning»                                                         | Halford, Downing, Tipton | 4:42     |  |
| 5.  | «Exciter»                                                                   | Halford, Tipton          | 5:33     |  |
| 6.  | «The Green Manalishi (With the Two Pronged Crown)» (cover de Fleetwood Mac) | Peter Green              | 4:42     |  |
| 7.  | «Blood Red Skies»                                                           | Halford, Downing, Tipton | 7:05     |  |
| 8.  | «Night Crawler»                                                             | Halford, Downing, Tipton | 5:44     |  |
| 9.  | «Sinner»                                                                    | Halford, Tipton          | 6:43     |  |
| 10. | «Hot Rockin'»                                                               | Halford, Downing, Tipton | 3:17     |  |
| 11. | «The Sentinel»                                                              | Halford, Downing, Tipton | 5:04     |  |
| 12. | «Before the Dawn»                                                           | Halford, Downing, Tipton | 3:23     |  |
| 13. | «Hell Patrol»                                                               | Halford, Downing, Tipton | 3:37     |  |
| 14. | «The Ripper»                                                                | Tipton                   | 2:50     |  |
| 15. | «Screaming for Vengeance»                                                   | Halford, Downing, Tipton | 4:43     |  |
| 16. | «Out in the Cold»                                                           | Halford, Downing, Tipton | 6:27     |  |
| 17. | «Revolution»                                                                | Halford, Downing, Tipton | 4:42     |  |

### Disco tres
| Exclusivo en la Edición limitada 3.0 |                                                         |                          |          |  |
| N.º                                  | Título                                                  | Escritor(es)             | Duración |  |
| 1.                                   | «Dissident Aggressor»                                   | Halford, Downing, Tipton | 3:07     |  |
| 2.                                   | «Better By You, Better Than Me» (cover de Spooky Tooth) | Gary Wright              | 3:24     |  |
| 3.                                   | «Grinder»                                               | Halford, Downing, Tipton | 3:58     |  |
| 4.                                   | «Desert Plains»                                         | Halford, Downing, Tipton | 4:36     |  |
| 5.                                   | «Riding on the Wind»                                    | Halford, Downing, Tipton | 3:07     |  |
| 6.                                   | «Rock Hard Ride Free»                                   | Halford, Downing, Tipton | 5:34     |  |
| 7.                                   | «All Guns Blazing»                                      | Halford, Downing, Tipton | 3:56     |  |